# Kumanasamuha kalakadensis
Kumanasamuha kalakadensis är en svampart som beskrevs av Subram. & Bhat 1989. Kumanasamuha kalakadensis ingår i släktet Kumanasamuha, divisionen sporsäcksvampar och riket svampar.   Inga underarter finns listade i Catalogue of Life.